# Henry Threadgill
Henry Threadgill (Chicago, 15 februari 1944) is een Amerikaanse jazzmuzikant (saxofoon, fluit) en componist.

## Biografie
Threadgill studeerde aan het American College of Music van de Governor's State University. Hij werkte met gospelshows en bluesbands. Sinds 1962 was hij lid van de Experimental Band van Muhal Richard Abrams en sloot zich de cirkel rond de latere AACM. Samen met Fred Hopkins en Steve McCall formeerde hij de band Air, waarmee hij in 1976 meewerkte bij de Wildflowers Loft-sessies. In de band speelden Pheeroan akLaff resp. Andrew Cyrille als drummers. Midden jaren 1980 werd de band kortstondig uitgebreid met Threadgills toenmalige levensgezellin Cassandra Wilson. Later werkte hij vaak met ongebruikelijke bezettingen, zoals met vier bassisten in X-75 en met zijn Very Very Circus met tuba's, trombones en twee gitaristen.
Threadgill toont groot interesse voor muzikale structuren en houdt zich ook bezig met vroege jazzvormen. Hij heeft ook samengewerkt met David Murray, Bill Laswell, Anthony Braxton, Roscoe Mitchell, Joseph Jarman en andere muzikanten van de modern creative.

## Privéleven
Threadgill was getrouwd met de danseres Christina Jones, een mede-oprichtster van de Urban Bush Woman Dance Company. De gezamenlijke dochter Pyeng Threadgill is ook muzikante. Samen met zijn langjarige levensgezellin, de Nagamese zangeres en muziekwetenschapper Senti Toy, woont Threadgill in de Lower East Side van New York. In 2016 kreeg hij voor het album In for a Penny, In for a Pound (Pi Recordings) de Pulitzerprijs.

## Discografie
- 1975–1987: Air
- 1979: X-75 — Volume 1 (Arista/Novus)
- 1981: The Henry Threadgill Sextet — When Was That? (About Time)
- 1983: The Henry Threadgill Sextet — Just the Facts and Pass the Bucket (About Time)
- 1984: Henry Threadgill Sextet — Subject to Change (About Time)
- 1987: Henry Threadgill Sextet — You Know the Number (RCA/Novus)
- 1988: Easily Slip into Another World (RCA/Novus)
- 1989: Henry Threadgill Sextet — Rag, Bush and All (RCA/Novus)
- 1990: Flute Force Four — Flutistry (Black Saint)
- 1991: Very Very Circus — Spirit of Nuff...Nuff (Black Saint)
- 1993: Too Much Sugar for a Dime (Axiom)
- 1995: Very Very Circus — Carry the Day (Columbia)
- 1995: (Very Very Circus) — Makin' a Move (Columbia)
- 1997: Makin' a Move — Where’s Your Cup? (Columbia)
- 2001: Makin' a Move — Everybodys Mouth’s a Book (Pi)
- 2001: Zooid — Up Popped the Two Lips (Pi)
- 2009: Zooid — This Brings Us To, Volume I (Pi)
- 2010: Zooid — This Brings Us To, Volume II (Pi)
- 2012: Zooid — Tomorrow Sunny / The Revelry, Spp (Pi)
- 2015: Zooid — In for a Penny, in for a Pound (Pi)
- 2016: Henry Threadgill Ensemble: Double Up Old Locks and Irregular Verbs (Pi)
- 2018: Henry Threadgill / 14 or 15 Kestra: AGG – Dirt…and More Dirt

### Compilaties
- 2010: Henry Threadgill: The Complete Remastered Recordings on Black Saint and Soul Note (7-cd-box, CAM Jazz)
- 2010: The Complete Novus and Columbia Recordings of Henry Threadgill and Air (8-cd-box, Mosaic) – 1978–1995 – o.a. met: Fred Hopkins, Steve McCall, Douglas Ewart, Joseph Jarman, Amina Claudine Myers, Leonard Jones, Brian Smith, Rufus Reid, Rasul Siddik, Frank Lacy, Reggie Nicholson, Ted Daniel, Bill Lowe, Mark Taylor, Marcus Rojas, Ed Cherry, Myra Melford, James Emery